# Abel Douay

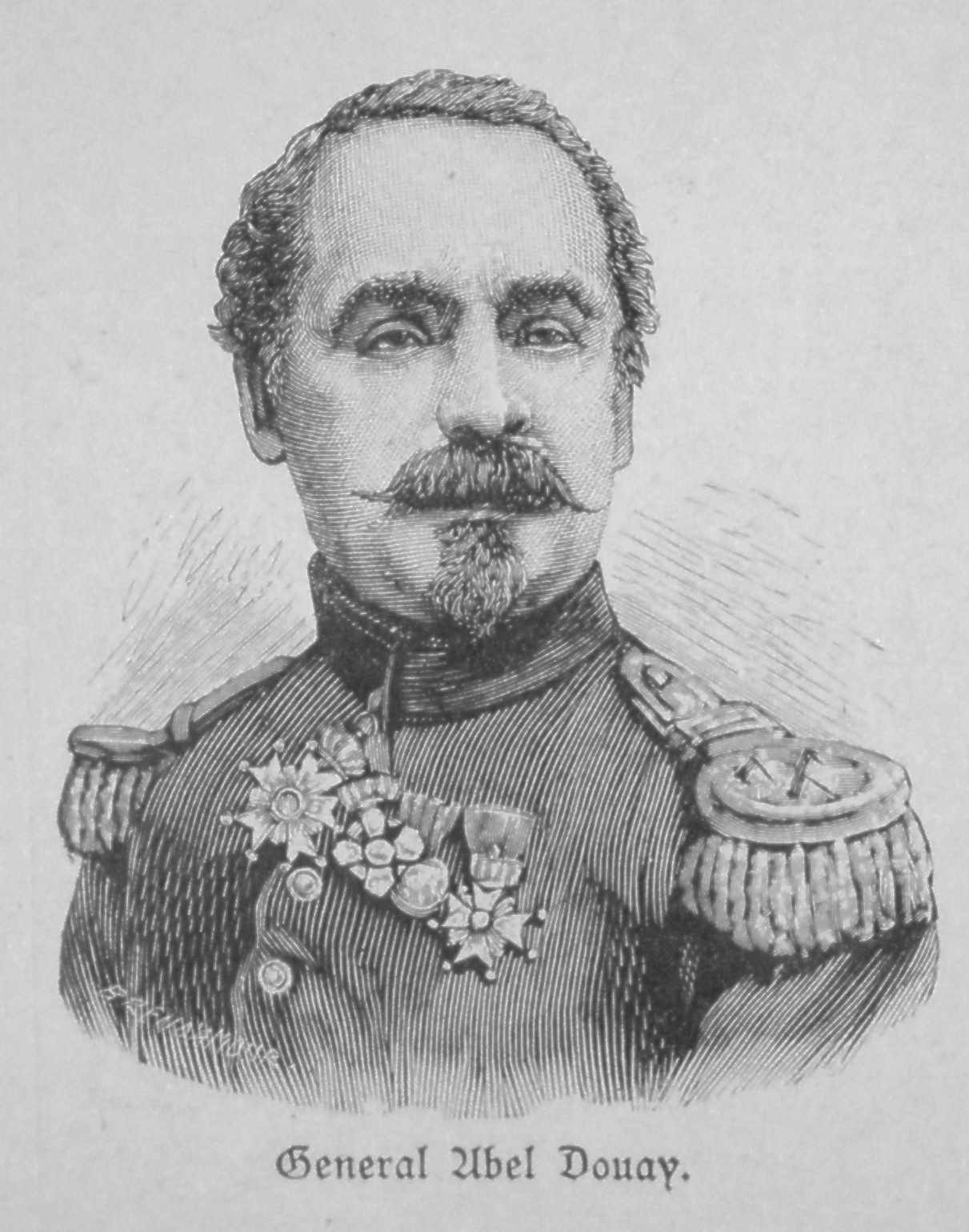
General Abel Douay

Charles Abel Douay (* 2. März 1809 in Draguignan (Südfrankreich); † 4. August 1870 bei Weißenburg gefallen) war ein französischer General. Er war der Sohn des französischen Offiziers und Ritters der Ehrenlegion, Charles Louis Barthélemy Douay, und dessen Ehefrau Charlotte geb. d*Autane.

## Militärische Karriere
1827 trat Douay als Offiziersanwärter in die Militärakademie Saint-Cyr ein und erhielt knapp zwei Jahre später das Patent eines Unterleutnants. Er galt als fähiger und unerschrockener Offizier, der planmäßig die verschiedenen Stufen der Offizierslaufbahn emporstieg. Seine Einsätze führten ihn nach Martinique (1832–1837), Guadeloupe (1837) und Algerien (1847–1851 sowie 1854–1855), wo er das 8. Jägerbataillon (8e bataillon de chasseurs à pied) befehligte. Nachdem er sich im Krimkrieg bei der Erstürmung des Forts Malakow bewährt hatte, wurde er schließlich 1855 zum Oberst befördert. 1859 erfolgte nach der Schlacht bei Solferino die Ernennung zum Brigadegeneral (Général de brigade). Er wurde dann 1866 zum Général de division befördert und kommandierte bis 1870 die 7. Territorial-Militärdivision in Besançon.

## Deutsch-Französischer Krieg

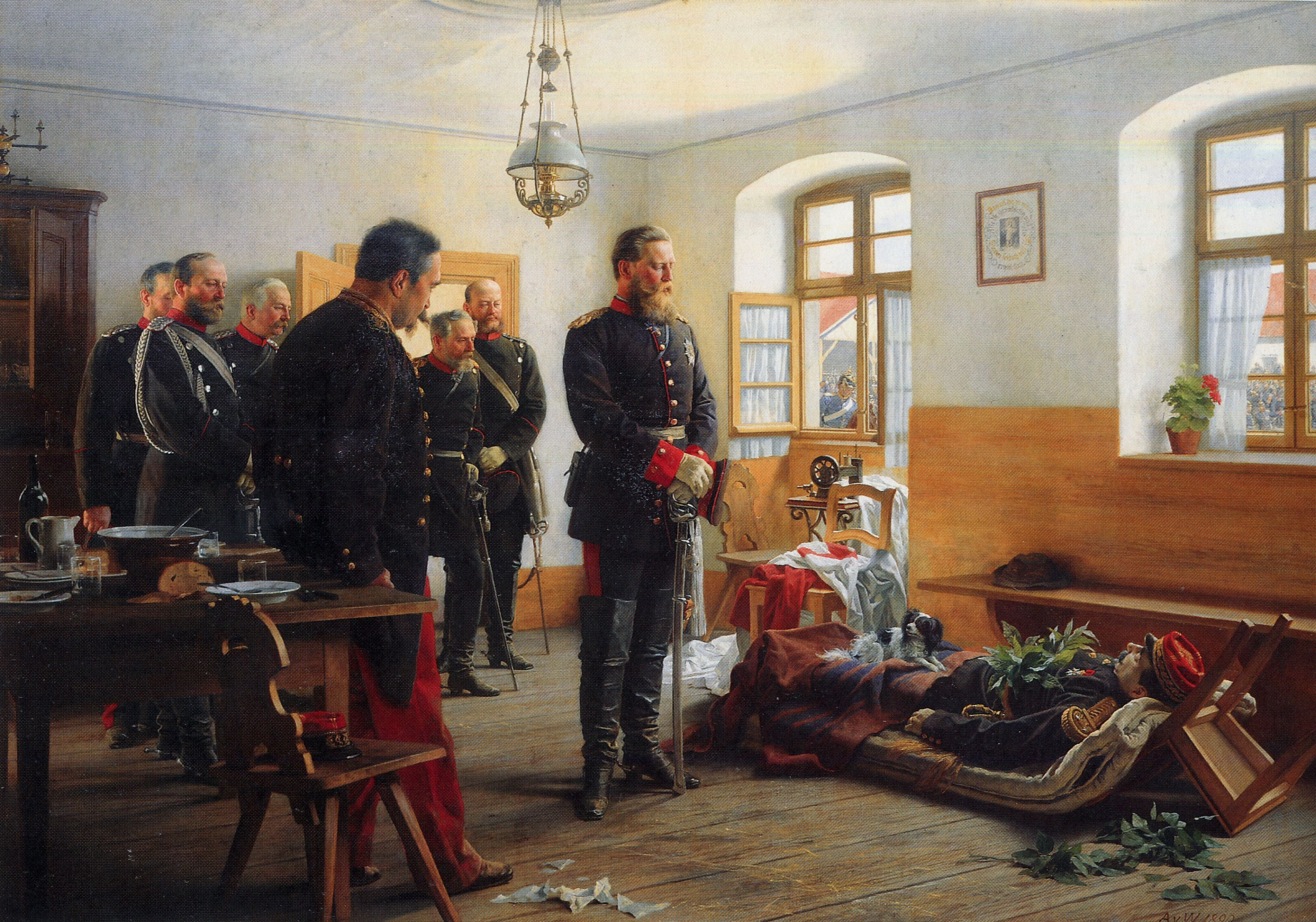
Anton von Werner (1890): „Kronprinz Friedrich Wilhelm an der Leiche des Generals Abel Douay“. Vorn links in roter Hose Douays Leibarzt

Gleich zu Beginn des Deutsch-Französischen Krieges übernahm Douay das Kommando über die 2. Division des 1. Armeekorps (unter General Patrice de Mac-Mahon), die dessen Vorhut bildete. Durch unzureichende eigene Aufklärung und Ignorieren der vom zivilen Unterpräfekten von Weißenburg, Edgar Hepp, an das Innen-, das Kriegs- und das Außenministerium gesandten Berichte über den deutschen Aufmarsch direkt hinter der Grenze wurde die Truppe Douays sorglos in eine äußerst exponierte Stellung befohlen, als sie am 3. August 1870 abends in die Umgebung der Festung und Grenzstadt Weißenburg einrückte. Dort wurde sie am nächsten Morgen vom Vormarsch der deutschen 3. Armee überrascht. Douay verschanzte sich mit seiner Truppe auf dem Geisberg bei Weißenburg und fiel dort gleich zu Beginn des Kampfes infolge einer Munitionsexplosion beim Richten einer Mitrailleuse, außerhalb der Reichweite der preußischen Waffen.

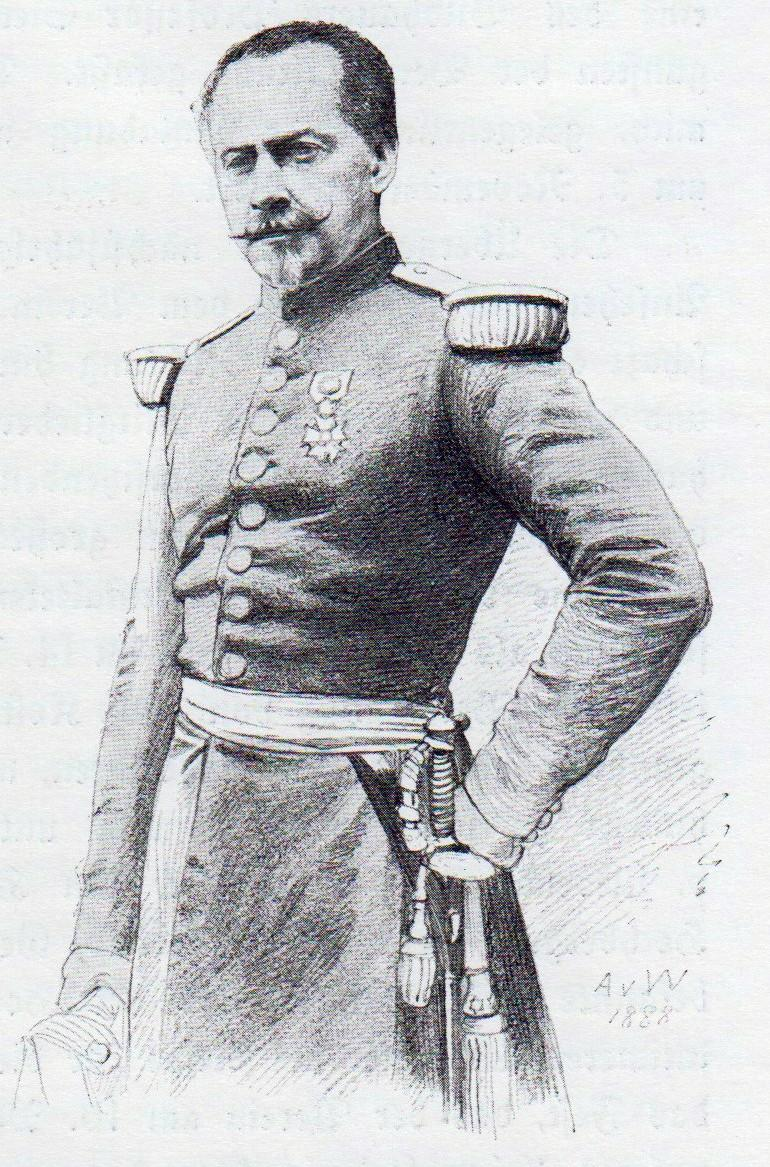
Douay in Generalsuniform. Studie von Anton von Werner anhand der ihm zur Verfügung gestellten Bilder (1889)

Der Tod des hochangesehenen Generals bedeutete einen heftigen Schlag gegen die französische Truppenmoral und versetzte das Land geradezu in einen Schockzustand. Douays sterbliche Überreste ruhen auf einem Soldatenfriedhof unweit von Weißenburg, gemeinsam mit zahlreichen anderen Gefallenen.

## Persönliches
Im November 1843 heiratete Douay in Straßburg die aus Passy bei Paris stammende Lina Aimée Louise Heancre (1822–1898). Aus der Ehe gingen drei Söhne hervor.
Abel Douays nächstjüngerer Bruder Paul (1813–1859), ebenfalls Offizier, fiel bei der Schlacht von Solferino. Sein weiterer Bruder Félix-Charles (1816–1879)  war ebenfalls General in der französischen Armee und Ritter der Ehrenlegion. Er kämpfte u. a. bei Sedan, geriet dort für 6 Monate in preußische Gefangenschaft und setzte danach seine militärische Karriere fort.

## Künstlerische Rezeption
In Deutschland, aber auch international, wurde Abel Douay durch den Hofmaler Anton von Werner bekannt, der ihm mit dem Bild „Kronprinz Friedrich Wilhelm an der Leiche des Generals Abel Douay“ ein würdiges Denkmal setzte. Es zeigt den Kronprinzen im Kreis seiner Stabsoffiziere, wie er seinem gefallenen Gegner andächtig die letzte Ehre erweist. Bei der Ausführung dieses Werkes, an dem er von 1887 bis 1890 arbeitete, wurde der Künstler von der Familie des Verstorbenen und auch dessen Leibarzt (der ebenfalls auf dem Bild dargestellt ist) unterstützt, indem sie ihm Porträtfotos zur Verfügung stellten. Werner erstellte zunächst mehrere qualitativ hochwertige kleinerformatige Skizzen und fertige Bilder, ehe er schließlich 1890 das äußerst detailgenaue großformatige Werk vollendete. Es befindet sich in der Schatzkammer der Burg Hohenzollern, kleinere, in den Details abweichende Vorversionen hängen im Germanischen Nationalmuseum in Nürnberg und dem Historischen Museum der Pfalz in Speyer.

## Auszeichnungen
- Großkreuz des Gregoriusordens

- Großoffizier (Grand officier) der Französischen Ehrenlegion (1869)
- Medaille de la Campagne d’Italie (1859)
- Militärorden von Savoyen (Ordre militaire de Savoie) als Kommandeur (zweithöchste Stufe)
- Leopoldsorden  (Ordre de Léopold, Belgien)

## Würdigungen
In Douays Geburtsort Draguignan war bis in die 1950er Jahre eine Kaserne nach ihm benannt. Heute trägt dort ein Verkehrskreisel seinen Namen.
In Weißenburg sind eine Straße und eine Kaserne nach ihm benannt.